# Heidi
Heidi è un romanzo scritto da Johanna Spyri, pubblicato tra il 1880 e il 1881 e ambientato fra la Svizzera e la Germania nella medesima epoca.
Venne inizialmente pubblicato in 2 tomi separati, Heidis Lehr- und Wanderjahre ("Gli anni di formazione e di peregrinazioni di Heidi") e Heidi kann brauchen, was es gelernt hat  ("Heidi può servirsi di ciò che ha imparato"), in seguito fusi in un solo libro.
È stato utilizzato come spunto per numerosi film e cartoni animati ed ha avuto molto successo, specialmente tra i bambini.
La storia racconta di come Heidi, una bambina di 5 anni orfana, venga allevata con profondo amore dal nonno sulle montagne svizzere, vicino a Maienfeld, dove la principale occupazione è portare al pascolo le capre.
A 8 anni, invece, quando la sua unica zia la porta a Francoforte, inizierà a imparare non solo a leggere e scrivere, ma anche a confrontarsi con altre persone, in particolare con Clara, una bambina sulla sedia a rotelle.
Nel romanzo della Spyri si presenta decisamente forte il contrasto tra l'immota campagna montana e l'operosa città industriale, contrasto che, pur descritto attraverso gli occhi di una bambina del tutto particolare, non manca di verosimiglianza: la montagna è sì decisamente bella, ma anche terribile; viene inoltre descritto il lavoro minorile e la piaga dell'analfabetismo.
La storia ebbe subito molto successo nella neonata Germania unita, sorta nel 1870, che in pochi anni
aveva ridotto l'analfabetismo e visto un rapido inurbamento.
L'adattamento più noto è la serie animata di inizio anni settanta, che ha raddoppiato il successo del romanzo.

## Trama

### "Heidis Lehr- und Wanderjahre"
Svizzera, tra il 1860 e il 1880. Heidi è una bambina di 5 anni che vive con la zia Dete a Bad Ragaz, nel canton San Gallo. I suoi genitori sono morti: il padre Tobias, carpentiere, è morto sotto una trave, la madre Adelheid, sorella di Dete, è morta di crepacuore. Dopo la recente morte della nonna materna di Heidi, Dete, che ha trovato lavoro presso una famiglia benestante di Francoforte, non sentendosela di portare con sé anche la bambina, decide di portarla a Maienfeld, nel cantone dei Grigioni, dal nonno, il padre di Tobias, un uomo di circa settant'anni che ha deciso, nel corso della sua vita, di isolarsi in una baita sul costone di un monte, spazzata, quindi, ad ogni ora e in ogni stagione dal forte vento alpino. La baita è dipendenza del villaggio detto Dörfli, dove tutti sparlano di tutto e, naturalmente, del vecchio, che viene chiamato semplicemente "Zio dell'alpe". 

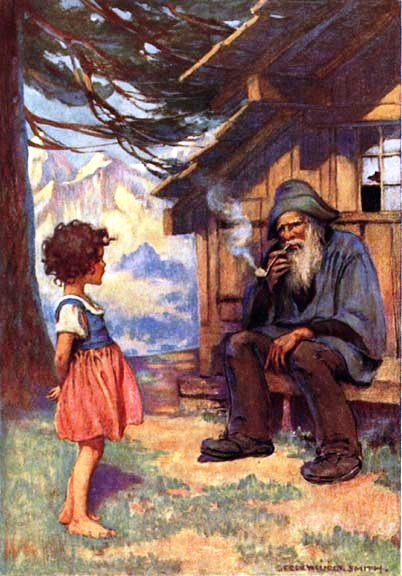
Heidi e suo nonno in un'illustrazione di Jessie Willcox Smith

Tutte le persone che Dete incontra durante la sua salita da Maienfeld al Dörfli e da qui all'alpe si preoccupano di cosa possa capitare alla bambina, così piccola e sola con quel vecchio scorbutico.
Heidi è una bambina del tutto aperta alla novità, senza alcun motivo di pregiudizio, candida e innocente, ma dall'altro canto il vecchio si dimostra per quello che è, un nonno premuroso, accogliente, capace di educare, di farsi ubbidire, coscienzioso e sicuro di sé. Sicché, a dispetto di quello che tutti pensano, Heidi si trova subito bene da sola col nonno sull'alpe, molto meglio di come avesse vissuto i suoi primi anni di vita a Bad Ragaz.
Oltre al nonno, le sole altre persone con le quali fa conoscenza sono Peter, il pastore di 11 anni che guida le capre di tutto il villaggio al pascolo, sua madre Brigitte e la nonna cieca di Peter. I tre vivono in una casupola diroccata fuori dal paese, a metà strada tra il Dörfli e l'alpe, non sulla costa ma in una zona abbastanza riparata, cosa che permette al rudere di stare in piedi.
Passano 3 anni nei quali Heidi scopre e impara tutto quello che un buon pastore di montagna deve sapere: sa guidare le capre, sa mungere, preparare il formaggio, conosce il nome di tutti i fiori, delle erbe e degli animali, ma non sa né leggere né scrivere. Più volte il maestro e il parroco del paese tentano di comunicare al vecchio la necessità per la bambina di seguire l'iter educativo dei suoi coetanei, ma il nonno non sente ragioni, avendo paura che Heidi in qualche modo "corrompa" la naturalezza della sua innocenza. Ma Dete, che ha già avuto ruolo fondamentale nel cambiare drasticamente la vita di questa microcomunità montana, torna sulla scena per prendersi con la forza e l'inganno la bambina e portarsela a Francoforte, dove i membri della famiglia Sesemann, amici dei signori per i quali Dete lavora, sono lieti di accogliere la piccola.
Casa Sesemann è una fredda dimora di benestanti signori cittadini, gestita dalla signorina Rottenmeier, la governante che si trova a capo dei tre servitori e sovraintende all'educazione di Klara, la rampolla di 12 anni, costretta sulla sedia a rotelle poiché affetta da poliomielite. La madre di Klara è morta da tempo e il padre è un uomo d'affari, sempre in giro lontano da casa, spesso a Parigi. Qualche volta viene a trovare la nipote l'arzilla nonna paterna, la signora Sesemann, che abita però lontano, nello Holstein. Sicché, il signor Sesemann decide di trovare una compagna di studi per Klara e, avendo conosciuto, attraverso amici, la cameriera svizzera Dete, la scelta cade su Heidi.

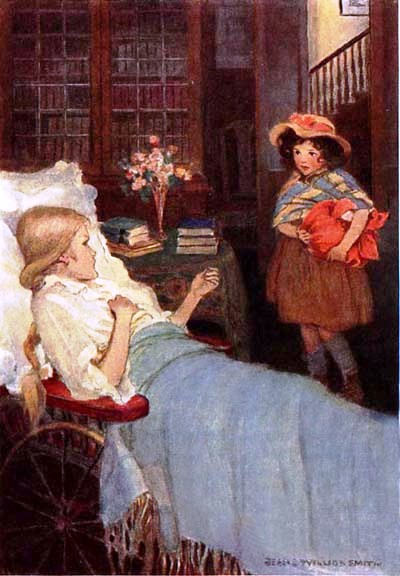
Heidi e Clara in un'illustrazione di Jessie Willcox Smith

La bambina si sente però come un pesce fuor d'acqua, non conoscendo alcun aspetto della vita cittadina, in particolare in una casa alto-borghese. Ma, soprattutto, non trova per niente accomodante lo stile pedagogico della signorina Rottenmeier, per la quale ogni minima azione di Heidi è motivo di scandalo e rimproveri, credendo che si fossero creati guai; infatti la governante e istitutrice di Klara proibirà a lei di parlare dei monti e del nonno credendo che le cose potrebbero farla soffrire, e inizia a mettersi d'accordo per farla tenere per sempre in casa.
Pur trovandosi molto bene con la sua nuova amica, Heidi non può fare a meno di essere malinconica, desiderando con tutte le sue forze di tornare alle sue montagne. Tenta anche di scappare, inutilmente. Non mangia e inizia pian piano a deperire, fino a quando il medico amico dei Sesemann, il dottor Classen, non si accorge di quanto sia oggettivamente peggiorata la salute della piccola, diventando sonnambula. Il Signor Sesemann dà la colpa alla signorina Rottenmeier per quello che le ha fatto e, messosi d'accordo con l'uomo, l'accontenterà per rimandarla in montagna dai suoi amati monti e dal suo caro nonnino. Inizialmente Klara è triste perché rimane sola, ma successivamente convince il padre a farle raggiungere Heidi in montagna, non solo per giocare ma anche per far guarire la sua malattia.

### "Heidi kann brauchen, was es gelernt hat"
La vita all'alpe ritorna a colorarsi grazie alla presenza di Heidi e il nonno, addirittura, inizia a parlare coi familiari di Peter, col parroco e persino con le persone del paese.
È ormai autunno, e a Klara non viene permesso di raggiungere l'amica, poiché le giornate iniziano a farsi corte e fredde, ma il signor Sesemann propone all'amico medico di fare una vacanza a Dörfli per valutare bene la situazione logistica, così da decidere se la prossima estate Klara possa lì trasferirsi. Il dottore accetta anche per cercare un momento di distrazione, per allontanarsi qualche giorno da quella città che qualche settimana prima gli aveva sottratto moglie e figlia.

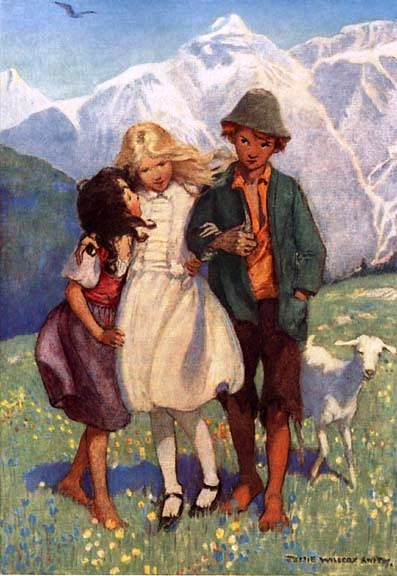
Heidi, Clara e Peter in un'illustrazione di Jessie Willcox Smith

Poiché il giudizio del dottore, alla fine, è positivo, Klara il giugno seguente può salire sull'alpe con la nonna, mentre la signorina Rottenmeier rimane a Francoforte. Le due amiche, col nonno e le caprette, si divertono molto, mentre Peter, sentendosi per la seconda volta derubato della sua unica amica, non riesce a reprimere il suo rancore e, in un momento in cui sa di non esser visto da nessuno, fa precipitare la carrozzella di Klara dai pendii del monte, così da romperla, dando poi la colpa al vento. L'avvenimento è in realtà lo stimolo per tutti a spingere Klara a camminare da sola, cosa che non si fa attendere: la ragazza, avendo vissuto gran parte della sua vita in città, e soprattutto chiusa in casa, è persistentemente sopraffatta dalla bellezza delle montagne e del vivere all'aria aperta, trovando in ciò il bisogno naturale di muoversi da sola.

## Personaggi

### Heidi
Heidi, il cui nome di battesimo è Adelheid, è un'orfana. All'inizio del primo volume Heidi ha 5 anni e viene portata dalla zia Dete a casa del nonno sull'alpe sopra Maienfeld. Alla fine del secondo volume deve avere circa 9 anni.

### Peter
È un ragazzo di 11 anni e mezzo che si occupa delle capre del villaggio e non ama andare a scuola. Vive con la madre Brigitte e la nonna cieca in una capanna a metà strada tra Dörfli e la baita del nonno di Heidi che di solito lo chiama "generale delle capre". Sebbene sia taciturno e geloso, è il migliore amico di Heidi. Alla fine del secondo volume deve avere circa 15 anni.

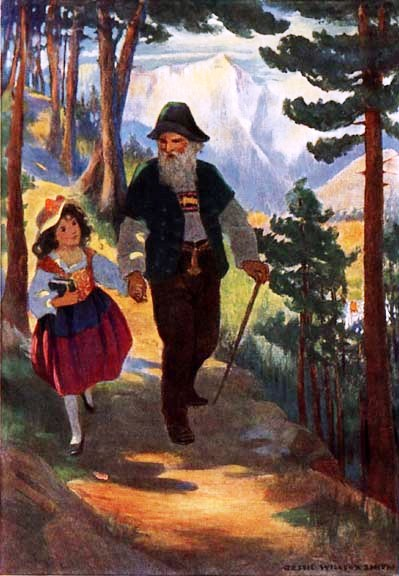
Heidi e suo nonno ritornano dal villaggio

### Il "Vecchio dell'alpe", nonno di Heidi
Nella versione originale tedesca prende il nome di Alpöhi (chiamato Alm-Öhi nella prima edizione in tedesco) che letteralmente significa Alm-Oheim, cioè Almonkel, lo "zio dell'alpeggio".
Nelle versione italiana si chiama Walter.
Egli vive da eremita nella sua capanna. Sua nipote Heidi lo riavvicina alle persone dalle quali si era ritirato diversi anni prima. Nella sua giovinezza a Domleschg giocava d'azzardo e sperperò l'eredità di famiglia. Si trasferì quindi a Napoli e prestò servizio militare. Si dice che  lì avesse ucciso qualcuno e dovette disertare. In seguito tornò con suo figlio Tobias e si stabilì nel paese di Dörfli. Tobias morì in un incidente sul lavoro; la sua fragile moglie Adelheid morì di dolore poco tempo dopo, tanto che sua sorella Dete dovette occuparsi della piccola Heidi per quattro anni; non è cattivo come sembra, infatti dimostra  di voler bene ad Heidi.

### Clara Sesemann
Clara è una ragazza di 12 anni di famiglia ricca. È cresciuta senza madre a Francoforte. Rimase paraplegica in seguito ad una grave malattia. Il padre è costantemente in viaggio e ha poco tempo per la figlia che soffre di questo distacco e per la freddezza del rapporto fra i due.
Con l'aiuto di Heidi, Clara viene prima liberata dalla sua solitudine e poi anche dalla sua paraplegia.Alla fine del secondo volume (quando inizia a camminare con l’aiuto di Heidi e Peter) deve avere circa 15-16 anni.

### Il signor Sesemann
Il signor Sesemann, il padre di Klara, è un uomo d'affari e viaggia spesso, anche perché non sopporta la vista della figlia paralizzata e non riesce a superare la perdita della moglie. Per trovare un'adeguata compagnia per la figlia, si rivolge alla zia di Heidi che gli porta la piccola.
Insieme al dottore, suggerisce di lasciare che Heidi torni in montagna.

### La signora Sesemann
È la calorosa madre del padre di Klara. Visita Francoforte a intervalli irregolari. Porta una certa varietà alla vita monotona della nipote. Con l'aiuto di un libro illustrato da lei donatole, Heidi imparerà a leggere.

### La signorina Rottenmeier
L'anziana domestica e governante nella casa del vedovo signor Sesemann e di sua figlia. Non rende le cose facili ad Heidi perché non capisce la ragazza. È dell'opinione che Heidi sia una selvaggia e debba essere educata rigorosamente.

## Possibili origini
Nel 2010, il dottorando in lettere all'Università di Zurigo Peter Büttner fece una scoperta del tutto inaspettata: durante la ricerca d'illustrazioni di libri per bambini d'epoca Biedermeier, Büttner si è imbattuto accidentalmente nel piccolo volume "Natur und Menschenleben" ("Natura e vita umana"), con 3 storie dello storico e poeta locale di Mülheim Hermann Adam von Kamp, risalenti al 1830 circa.
Uno dei racconti porta il titolo "Adelaide, das Mädchen vom Alpengebirge" ("Adelaide, la ragazza delle Alpi") e, nel leggerlo, Büttner ha riscontrato molti parallelismi con il romanzo di Johanna Spyri. 
Come Heidi, Adelaide vive in alpeggio con il nonno, successivamente deve lasciare tale alpeggio e conseguentemente soffrirà di forte nostalgia di casa, decidendo così di ritornarvici.
Ulteriori corrispondenze si riscontrano nella scelta delle parole e nella struttura del racconto, nonché in scene chiave cruciali.
Tuttavia, va specificato che la protagonista del racconto è molto più grande di Heidi, inoltre, non deve emigrare a Francoforte, bensì negli Stati Uniti d'America..
Questa scoperta è rimasta ugualmente molto notevole, in quanto finora è stato narrato che Johanna Spyri avesse scritto il suo romanzo "Heidi's Lehr- und Wanderjahre" nel 1879, nel giro di poche settimane, ispirandosi alla bellezza delle montagne che ella era solita frequentare.
Nonostante ciò, il rinvenimento di questo libro fa pensare che l'autrice si sia in realtà ispirata al breve racconto di Hermann Adam von Kamp.

## Seguiti
Tra gli anni trenta e cinquanta del Novecento, la casa editrice francese Flammarion pubblicò una nuova edizione di Heidi insieme ad una serie di nuovi seguiti originali. Nonostante fossero tutti pubblicati con il nome di Johanna Spyri, nessuno di questi libri venne scritto o approvato da ella. Furono infatti realizzati dal traduttore francese della Spyri Charles Tritten a oltre trent'anni dalla sua morte, basandosi sui suoi precedenti lavori, mentre l'ultimo libro della serie venne scritto da Nathalie Gala. La serie si compone di 7 libri: 2 traduzioni dal romanzo della Spyri e 5 opere originali. 
1. Heidi. La merveilleuse histoire d'une fille de la montagne (1933), traduzione del primo volume di Heidi (Heidis Lehr- und Wanderjahre).
2. Heidi grandit (1934), traduzione del secondo volume di Heidi (Heidi kann brauchen, was es gelernt hat) con un epilogo originale scritto da Tritten per preannunciare le prossime avventure di Heidi.
3. Heidi cresce (Heidi jeune fille, 1936) di Charles Tritten. Segue gli anni dell'adolescenza di Heidi.
4. Au pays de Heidi (1938) di Charles Tritten. Una prospettiva del villaggio di Heidi visto da alcuni dei suoi abitanti.[6]
5. Heidi et ses enfants (1939) di Charles Tritten. Parla della vita da sposati di Heidi e Peter insieme ai loro figli.
6. Heidi grand’mère (1941) di Charles Tritten. Tratta della vecchiaia di Heidi e dei suoi nipoti.[7]
7. Le sourire de Heidi (1955) di Nathalie Gala. Una nuova storia nuovamente ambientata durante la giovinezza di Heidi.[8]

## Adattamenti
Sulla storia di Heidi sono stati elaborati vari adattamenti cinematografici e televisivi: nel ruolo della protagonista, così come in quello di Peter e Clara, si sono cimentati noti attori bambini, a cominciare da Madge Evans e Shirley Temple. Ma ad attrarre i nomi più famosi è stato soprattutto il ruolo del nonno: Jean Hersholt, Douglas Fowley, Gustav Knuth, Michael Redgrave, Burl Ives, Jason Robards, fino a Paolo Villaggio, Max von Sydow e Bruno Ganz. 
- Heidi, regia di Frederick A. Thomson (1920)
- Zoccoletti olandesi (Heidi), regia di Allan Dwan (1937)
- Son tornata per te (Heidi und Peter), regia di Luigi Comencini (1952)
- Heidi (1953)
- Heidi torna a casa (Heidi und Peter), regia di Franz Schnyder (1955)
- Heidi, regia di Júlio Gouveia (1956)
- A Gift for Heidi, regia di George Templeton (1958)
- Heidi, regia di Joy Harington (1959)
- Heidi (1960)
- Heidi (Heidi), regia di Werner Jacobs (1965)
- L'indimenticabile Heidi (Heidi), regia di Delbert Mann (1968)
- Heidi (Arupusu no shōjo Haiji) (1974)
- Heidi, regia di June Wyndham-Davies (1974)
- Heidi, regia di Joachim Hess, Louis Elman e Tony Flaadt (1978)
- Le nuove avventure di Heidi (The New Adventures of Heidi), regia di Ralph Senensky (1978)
- Il sogno di Heidi (Heidi's Song) (1982)
- Heidi, episodio della serie Funky Fables (1988/1990)
- La montagna del coraggio (Courage Mountain) (1990)
- Heidi (Heidi), regia di Michael Rhodes (1993)
- Due OAV della serie Le fiabe di Hello Kitty (1993/1994)
- Heidi, episodio della serie Le fiabe più belle (1995)
- Heidi, regia di Toshiyuki Hiruma e Takashi Masunaga (1995)
- Heidi, regia di Markus Imboden (2001)
- Heidi (Heidi), regia di Paul Marcus (2005)
- Heidi (Heidi) (2005)
- Heidi (2007)
- Heidi 4 Paws (2008)
- Heidi (Heidi) (2015)
- Heidi (Heidi), regia di Alain Gsponer (2015)
- Heidi Bienvenida regia di Jorge Montero e Emilio Medina(2017)
- Mad Heidi, regia di Johannes Hartmann e Sandro Klopfstein (2022)

### Fumetto
In Italia, di molti personaggi animati giapponesi sono stati tratti racconti a fumetti e tra di essi anche Heidi. Uno dei disegnatori è Giorgio Rebuffi, che pur riprendendo la linea base dell'anime di Takahata, ne ha dato una versione molto personale.

## Influenze culturali

### Heidiland

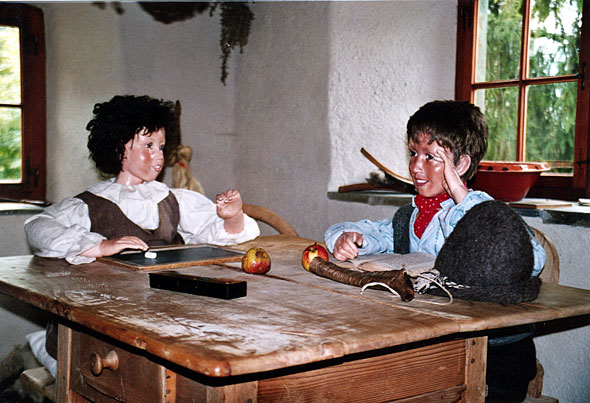
Heidihaus nel Canton Grigioni

Heidiland è un'area turistica nella quale è stata riprodotta l'ambientazione della storia. Si tratta di un'area molto conosciuta al mondo e molto visitata, soprattutto da turisti giapponesi. Si trova nei pressi della cittadina di Maienfeld, situata nel Cantone dei Grigioni, poco distante dal confine con il Liechtenstein e l'Austria.

### Francobolli
Nel 2010 La Posta Svizzera ha dedicato il "francobollo Europa" dell'anno a Heidi. Dal momento che l'autrice del romanzo non ha mai inserito nessuna illustrazione, Heidi pur essendo famosa in tutto il mondo non ha avuto un volto ufficiale: quindi l'immagine del francobollo è volutamente una nuova interpretazione del personaggio che non si è ispirata a nessuna immagine preesistente.

### Altro
A Heidi è stato dedicato l'asteroide 2521 Heidi, scoperto nel 1979.